# Teatrul Libertății (Freedom Theatre)

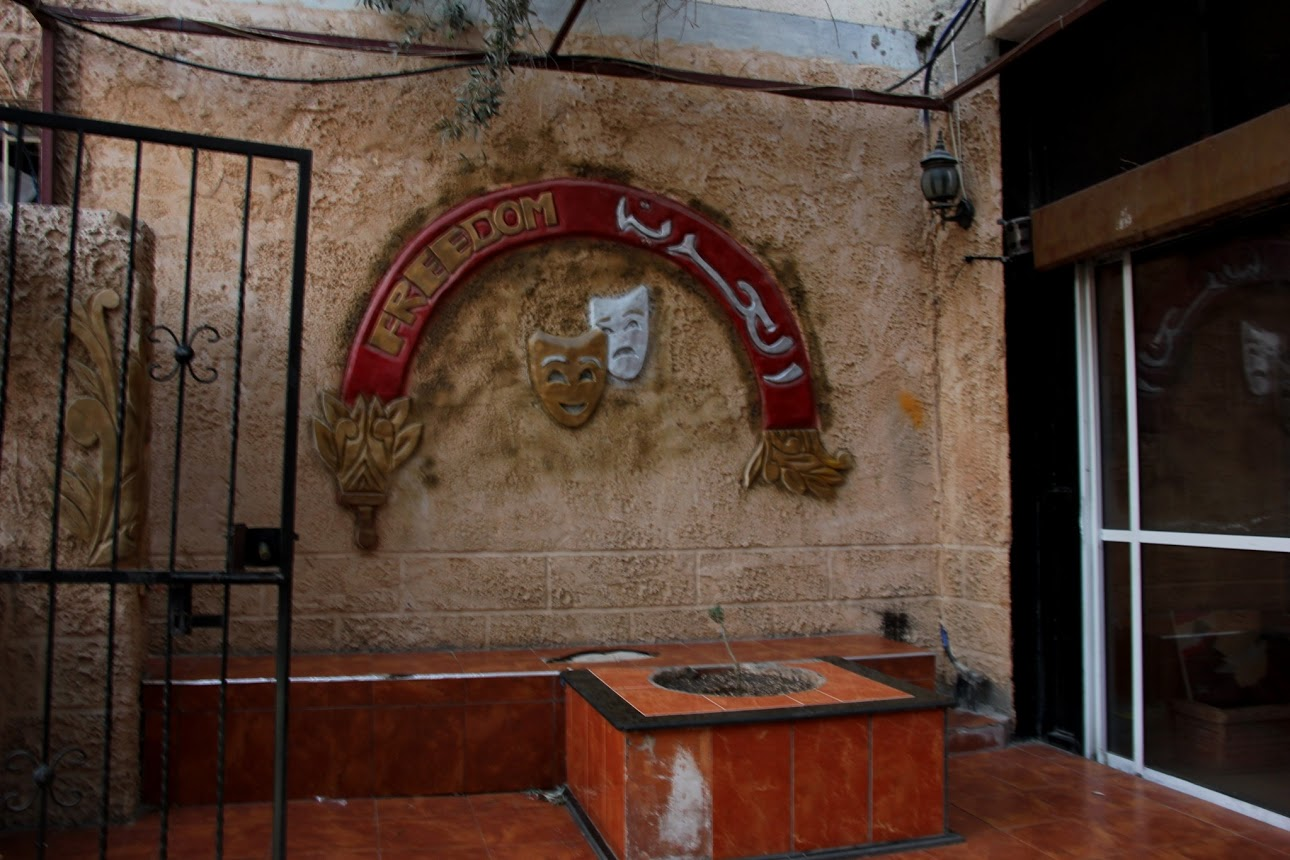
Intrarea în Teatrul Libertății din tabăra de refugiați din Jenin, Palestina.

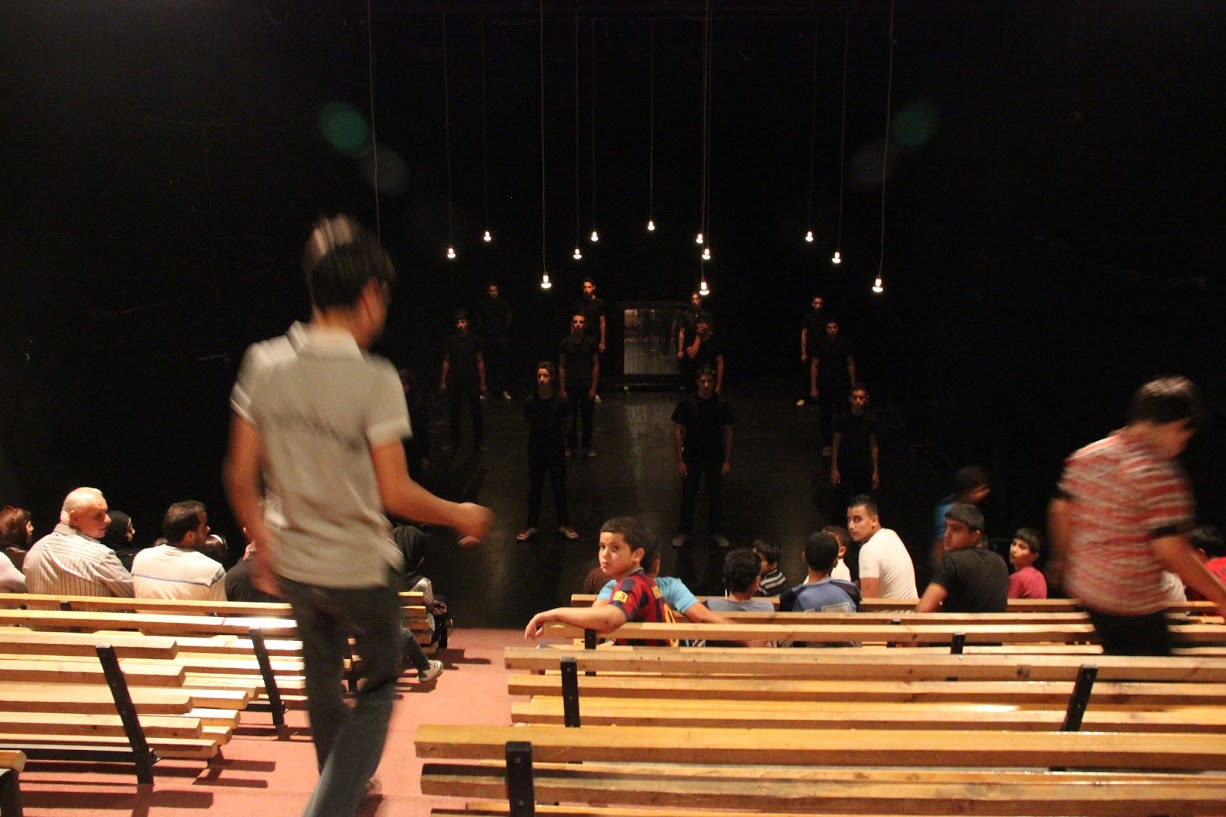
Reprezentatie la Teatrul Libertății, Jenin, Palestina

Teatrul Libertății (arabă مسرح الحرية, engleză Freedom Theatre) este un teatru comunitar și un centru cultural din tabăra de refugiați din Jenin, Cisiordania, care își propune să le ofere posibilitatea copiilor și tinerilor de a-și explora potențialul artistic ca bază și catalizator al schimbării sociale.

## Istoric

### Teatrul de Piatră
Teatrul Libertății a fost creat pe „ruinele” Teatrului de Piatră, creat în 1993 de Arna Mer Khamis – o activistă de origine israeliană care și-a dedicat viața militând pentru libertate și respectarea drepturilor omului în Cisiordania. Proiectul Care and Learning, inițiat de aceasta după Prima Intifadă, folosea teatrul și arta pentru a lucra cu sentimentele de teamă cronică, depresie și tulburări post traumatice, experimentate de copiii din tabăra de refugiați din Jenin. Arna Mer Khamis a căștigat în 1993 premiul Right Livelihood, cunoscut și sub denumirea de Premiul Nobel alternativ, iar cu banii obținuți a înființat Teatrul de Piatră, care a fost distrus odată cu invadarea Jeninului în 2002, în timpul celei de-a Doua Intifadă. 
“Pentru noi și pentru copiii nostri, Intifada este o luptă pentru libertate. Proiectul nostru se numește <Învățare și Libertate>. Acestea nu sunt doar niște simple cuvinte ci stau la baza luptei nostre. Nu există libertate fără cunoaștere. Nu există pace fără libertate. Pacea și libertatea sunt inseparabile.”– Arna Mer Khamis (1929-1995)
Activitatea Arnei Mer-Khamis este documentată prin intermediul filmului Arna’s Children, care descrie backgroundul Teatrului Libertății, regizat de fiul Arnei, Juliano Mer-Khamis.  

### Teatrul Libertății

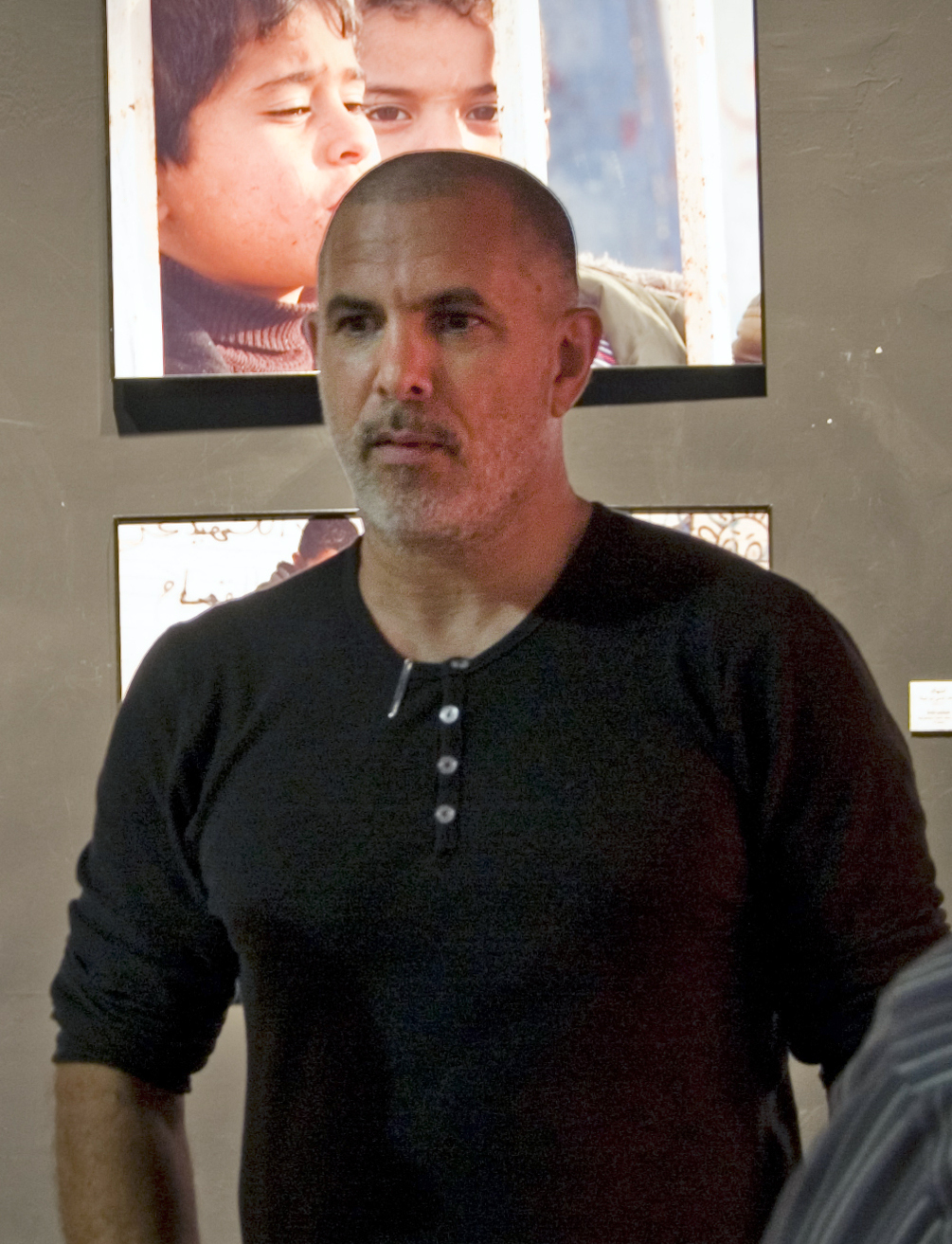
Juliano Mer Khamis

Teatrul Libertății a fost fondat în 2006 de către fiul Arnei, Juliano Mer-Khamis, împreună cu Zakaria Zubeidi, un fost lider militant palestinian, al grupării teroriste islamice Brigăzile Al-Aqsa, activistul Jonatan Stanczak, și artistul Dror Feiler, ambii de origine suedezo-israeliană.  
De la momentul înființării și până în prezent, teatrul are ca misiune dezvoltarea aptitudinilor, a auto-cunoașterii și dezvoltării încrederii în sine a tinerilor palestinieni, folosind procesul creativ ca model pentru o schimbare socială a comunităților aflate sub ocupație.
Juliano Mer-Khamis a fost directorul general al teatrului până în 2011, când a fost asasinat de un sniper mascat în tabăra de refugiați din Jenin. Până la acel moment teatrul devenise cunoscut pe plan internațional și a supraviețuit prin susținerea prietenilor și finanțatorilor din toată lumea. După moartea lui Juliano Mer Khamis, artiștii au declarat: "Suntem îndurerați, dar vom duce mai departe rezistența noastră prin artă, ne vom continua lupta și o vom face cât de bine putem. După cum spunea Juliano: Revoluția trebuie să continue!"
“Nu trebuie să îi vindeci pe copiii din Jenin. Noi nu încercăm să le vindecăm violența ci încercăm să o explorăm în modalități mai productive. Și aceste modalități nu reprezintă o alternativă la rezistență. Teatrul nu încearcă să fie un substitut sau o alternativă la rezistență a palestinienilor în lupta pentru eliberare, ci din contră. Acest lucru trebuie să fie clar. Știu că asta nu sună bine pentru campaniile de strângere de fonduri, pentru că eu nu sunt un asistent social, nu sunt un bun evreu care îi ajută pe arabi, și nu sunt un palestinian filantrop care vine să îi hrănească pe sărmani. Ne alăturăm întru totul, luptei de eliberare a poporului palestinian, luptă care este și a noastră. Nu suntem vindecători. Nu suntem buni creștini. Suntem luptători pentru libertate.” – Juliano Mer Khamis.

## Misiune
Prin activitățile pe care le derulează, Teatrul Libertății își propune să: 
- Contribuie la creșterea calității artelor vizuale și performative în Palestina

- Ofere un spațiu în care copiii și tinerii să poată își poată exercita abilitățile performative și creative, în care să se poată exprima liber și egal, oferindu-le posibilitatea de a își imagina noi realități și de a contesta barierele sociale și culturale existente

- Capaciteze noua generație pentru a folosi arta în vederea promovării unei schimbări pozitive în comunitatea din care fac parte

- Dizolve izolarea culturală care separă comunitatea din Jenin de alte comunități din Palestina și din lume

Teatrul Libertății le oferă copiilor și tinerilor un spațiu în care să se simtă în siguranță, să se poată exprima și să își exerseze creativitatea prin cultură și artă. Astfel, îi sprijină pe aceștia pentru a putea să abordeze critic realitatea înconjurătoare și să se poată exprima liber, atât în propria societate cât și în afara granițelor acesteia.

## Activități
Teatrul Libertății desfășoară activități care îi inițiază pe tineri în artele dramatice oferindu-le instrumente importante pentru a face față dificultăților vieții de zi cu zi în Teritoriile Ocupate. 
De asemenea, teatrul derulează programe de training profesional cu scopul dezvoltării abilităților teatrale, performative și dramaturgice ale tinerilor. 
Aceste activități constau în:
- Ateliere de dramaturgie și actorie
- Producție teatrală și cinematografică
- Scenografie

### Proiecte conexe
Pe lângă aceste activități echipa teatrului inițiază o serie de proiecte precum :
- Autobuzul Libertății (Freedom Bus) – o inițiativă care folosește teatrul și activismul cultural pentru a crește gradul de conștientizare a oamenilor în legătură cu ocupația, precum și pentru a crea alianțe și legături durabile între oameni din Palestina și din lume.

- Multimedia – o inițiativă care își propune să îi încurajeze pe tinerii din Jenin să exploreze noi forme creative de auto-exprimare prin intermediul filmului, fotografiei și a scrierii.

## Provocări
De-al lungul timpului persoanele implicate în Teatrul Libertății s-au confruntat cu o serie de provocări venite atât din partea forțelor israeliene de ocupație cât și din partea reprezentanților Autorității Palestiniene. Prin activitățile desfășurate în cadrul teatrului, aceștia au contestat atât ocupația israeliană cât și legitimitatea celor care îi reprezintă, la nivel politic. După asasinarea lui Juliano Mer Khamis, multă lume s-a temut să aibă de a face cu teatrul datorită represiunii venite din partea autorităților dar și datorită faptului că aceștia contestau multe dintre stereotipurile și tabuurile unei societăți conservatoare.
Pentru actorul Faisal Abu Al Heija, utilizarea dramaturgiei pentru a confrunta trecutul și pentru a analiza prezentul, a deschis "un nou spațiu" în care se simte liber să viseze "ca toți ceilalți oameni din lume".
Un alt membru al teatrului, directorul Nabil Al Raee, un bun prieten al lui Juliano Mer Khamis, promovează visul acestuia care făcea adesea referire la faptul că a treia intifada va fi una culturală, deoarece puterea militară a palestinienilor nu va putea concura niciodată cu cea israeliană. "A treia intifada nu va fi cu tancuri și arme. Va cu cu piese de teatru, muzică și reviste. Pentru contextul nostru, arta și politica sunt inseparabile", afirmă acesta.

### Implicarea femeilor în teatru
O altă chestiune problematică pentru teatru constă în recrutarea femeilor, lucru dificil de realizat într-o comunitate relativ conservatoare cum este cea din Jenin. Acest lucru a devenit cu atât mai dificil, după asasinarea lui Juliano Mer Khamis, presupus a fi ucis de către un fundamentalist care se opunea ideilor emancipatoare ale acestuia, mai ales în ceea ce privește rolul femeilor în societate și în cadrul familiei. Însă acest incident nu i-a oprit pe artiști să continue în demersul lor, deoarece, după cum afirmă actorul Faisal Abu Al-Heija: "Cel mai important este să înțelegem că nu e ușor pentru oameni. Există latura religioasă Haram, apoi vin regulile tradiționale conform cărora fetele nu au voie să joace. Și apoi mai sunt și cei care au crezut ca teatrul va fi pro-Israel. E adevărat că la început au existat tensiuni și mulți au încercat să le împiedice pe fete să mai vină în teatru. Însă noi încercăm să facem spectacole bune și să  le oferim oamenilor niște modele de urmat."

### Represiunea
Teatrul Libertății este permanent în vizorul Autorității Palestiniene și a soldaților israelieni, mulți dintre cei care activează acolo fiind arestați temporar, fără a li se aduce acuzații concrete. "Autoritățile israeliene, în special armata, nu ne plac foarte mult. Cred despre noi că suntem teroriști, doar cu o altă abordare. Au atacat teatrul de multe ori, ne-au arestat pe unii dintre noi, pe tehnician, pe manager și pe mine în Ianuarie. Când prietenii noștri din străinătate vin în vizită, au probleme la aeroportul Ben Gurion atunci când spun că merg la Freedom Theatre. Vor ca palestinienii să-i înfrunte, să-i provoace, știind că ei au o armată profesionistă care ne-ar distruge. Sunt forțe de ocupație, așa că n-au cum să ne facă viața prea ușoară.  Cred că vor să-i facă pe oameni să le fie frică de teatru. Spre exemplu, dacă trăiești în tabără, nu-ți vei trimite copii la teatru pentru că știi că armata israeliană e mereu acolo. Și cu Autoritatea Palestiniană au fost tensiuni, dar în alt mod. Spre exemplu, atunci când Zacharia al-Zubaidi a fost arestat. Dar e altceva, pentru că Autoritatea Palestiniană nu are de fapt autoritate. Nu mă poate proteja de armata israeliană atunci când intră în Jenin. Nu poate ajuta pe cineva care e luat prizonier. Nu poate împiedica armata israeliană să intre in Jenin. Aici, totul e sub controlul armatei israeliene. Peste tot în media auzi de Autoritatea Palestiniană, îi vezi cum cer drepturi la ONU și așa mai departe, dar astea sunt glume! Dacă ieși pe stradă, lucrurile stau cu totul altfel.  Dar trebuie să spun că după proiectul nostru, Freedom Bus, cei Ministrul Afacerilor Externe al Autorității Palestiniene ne-au sunat și ne-au spus că sunt foarte mulțumiți de munca noastră. Ne-au felicitat și ne-au spus că sunt bucuroși să ne susțină. Dar relația noastră cu Autoritatea Palestiniană se schimbă tot timpul. Uneori ne susțin, alteori nu. Chiar dacă ne-ar suna acum să ne spună că ne sprijină, uneori am sentimentul că de fapt nu sunt  alături de noi", declară actorul Faisal Abu Al Heija.  

### Teatrul comunitar: o fereastră către lume
În ciuda acestor obstacole, Teatrul Libertății activează în continuare și reprezintă un exemplu pentru toți cei ce consideră arta ca o formă de rezistență. Acesta este condus și administrat de palestinieni din tabăra de refugiați din Jenin, cărora li se alătură voluntari din toate colțurile lumii. 
Într-un interviu oferit Gazetei de Artă Politică, Faisal Abu Al Heija, spune: "dacă n-ar fi existat acest teatru, n-am fi fost conectați acum și n-ai fi auzit de mine. Avem copii aici care se gândesc cum să se ducă la un festival internațional, își pun problema cum să reprezinte Palestina ca artiști, dar nu Palestina din media, ci Palestina adevărată. În media suntem prezentați ca niște teroriști care nu se gândesc decât la moarte, care vor să se sinucidă în Tel Aviv și care urăsc evreii. Dar asta nu-i adevărat! Prin arta noastră putem să spunem că suntem oameni, ca nu avem nimic cu evreii, nici măcar cu israelienii. Lupta noastră e împotriva celor care ne iau libertatea! Eu locuiesc în Jenin, iar de aici până la Haifa se face o oră cu mașina. Acolo e marea. Iar eu n-am văzut niciodată marea în viața mea! Nu pot să ajung acolo pentru că există un zid imens dincolo de care n-am voie să trec, și asta pentru că sunt palestinian."